# Zentralbank der Republik Armenien
Die Zentralbank der Republik Armenien (armenisch Հայաստանի Հանրապետության Կենտրոնական բանկ, in wissenschaftlicher Transliteration Hayastani Kentronakan Bank) ist die zentrale Notenbank von Armenien.

## Geschichte und Politik
Nach der Erklärung der Unabhängigkeit von der Sowjetunion am 21. September 1991 bestand noch die Nationalbank der Armenischen SSR, die nun als Nationalbank Armeniens die neuen Aufgaben wahrnahm. Am 27. März 1993 wurde das Gesetz über die neue Zentralbank der Republik Armenien verabschiedet. 1993 wurde auch der Dram als neue Währung eingeführt. Die Zentralbank verfolgt eine flexible Wechselkurspolitik und konzentriert sich auf den Kampf gegen die Inflation.

## Zentralbankchefs (Gouverneure)
- bis 1994: Isahak Isahakyan (zuvor Vorsitzender des armen. Büros der sowjetischen Staatsbank)
- 1994–1998: Bagrat Asatryan
- 1998–2008: Tigran Sargsyan
- 2008–2020: Arthur Javadyan
- seit 2020: Martin Galstyan[2]

## Galerie

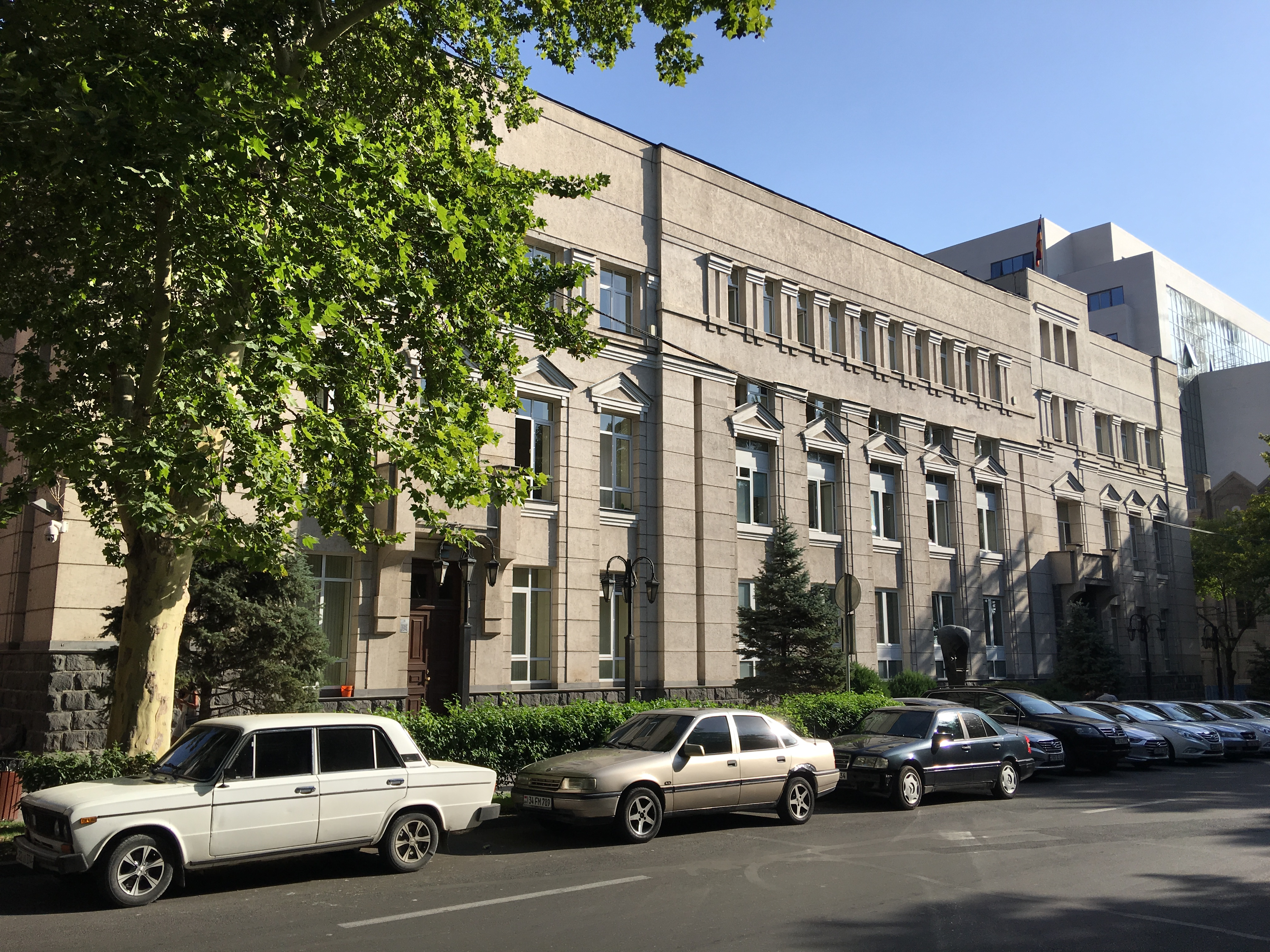
Hauptsitz (2017)
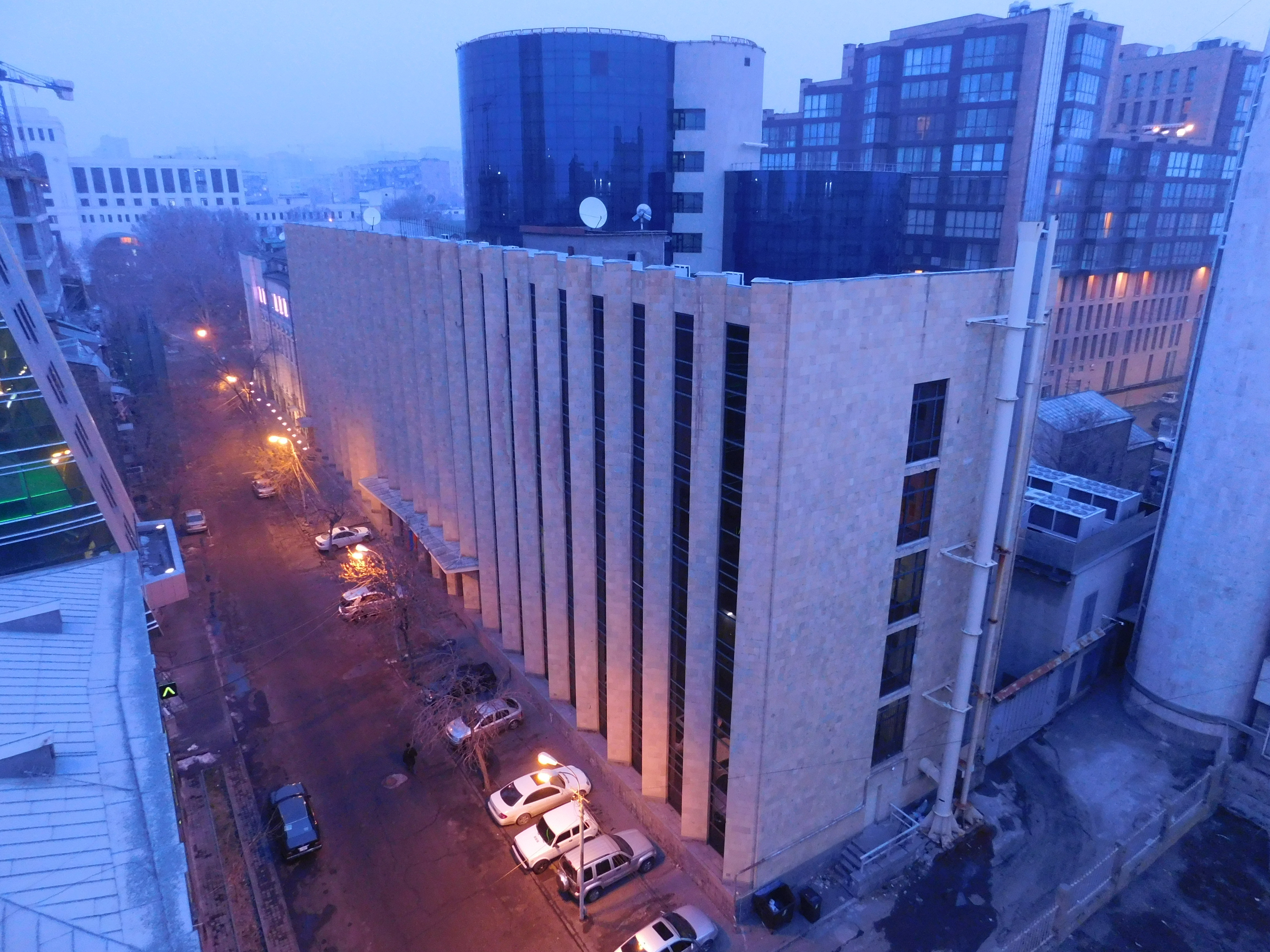
Blick auf den Hauptsitz an der Seite der Deghatan-Straße (2016)
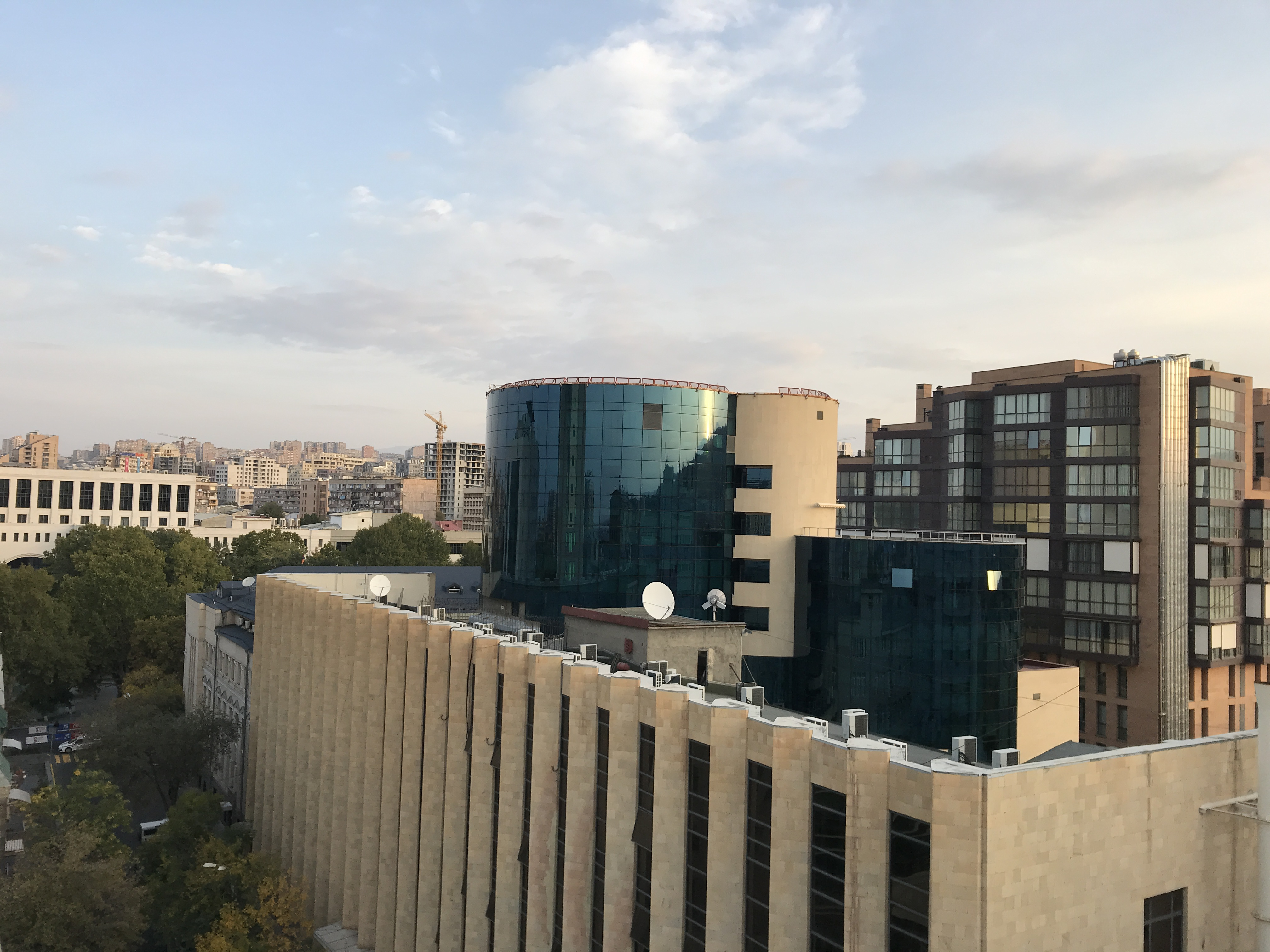
Moderne Auf- und Anbauten des Hauptsitzes mit Glasfassade (2018)
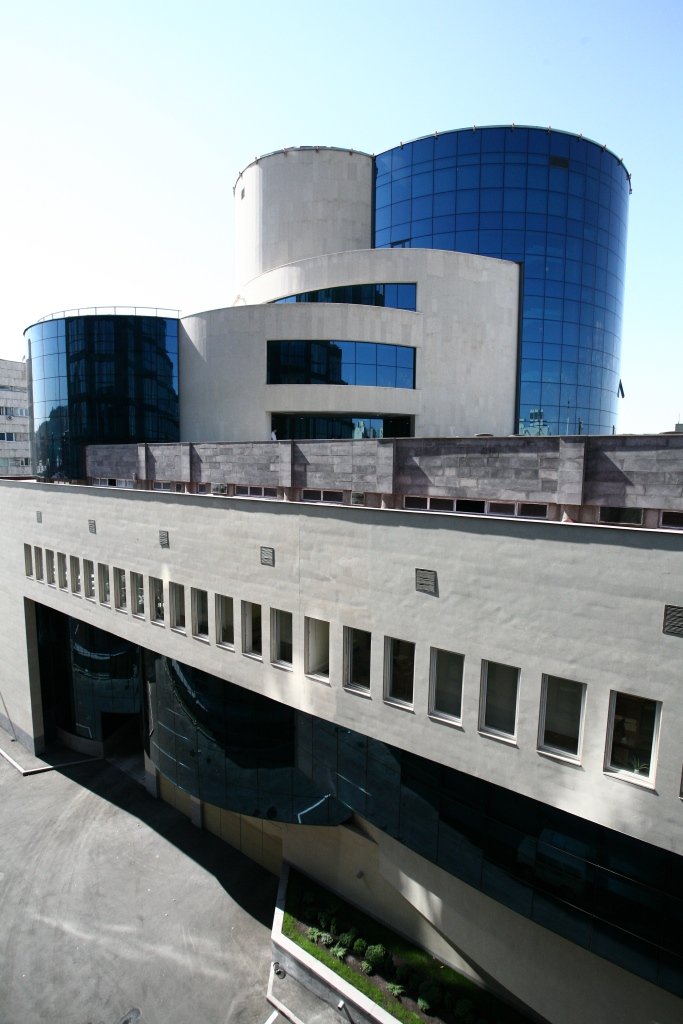
Rückseite des Hauptsitzes (2010)
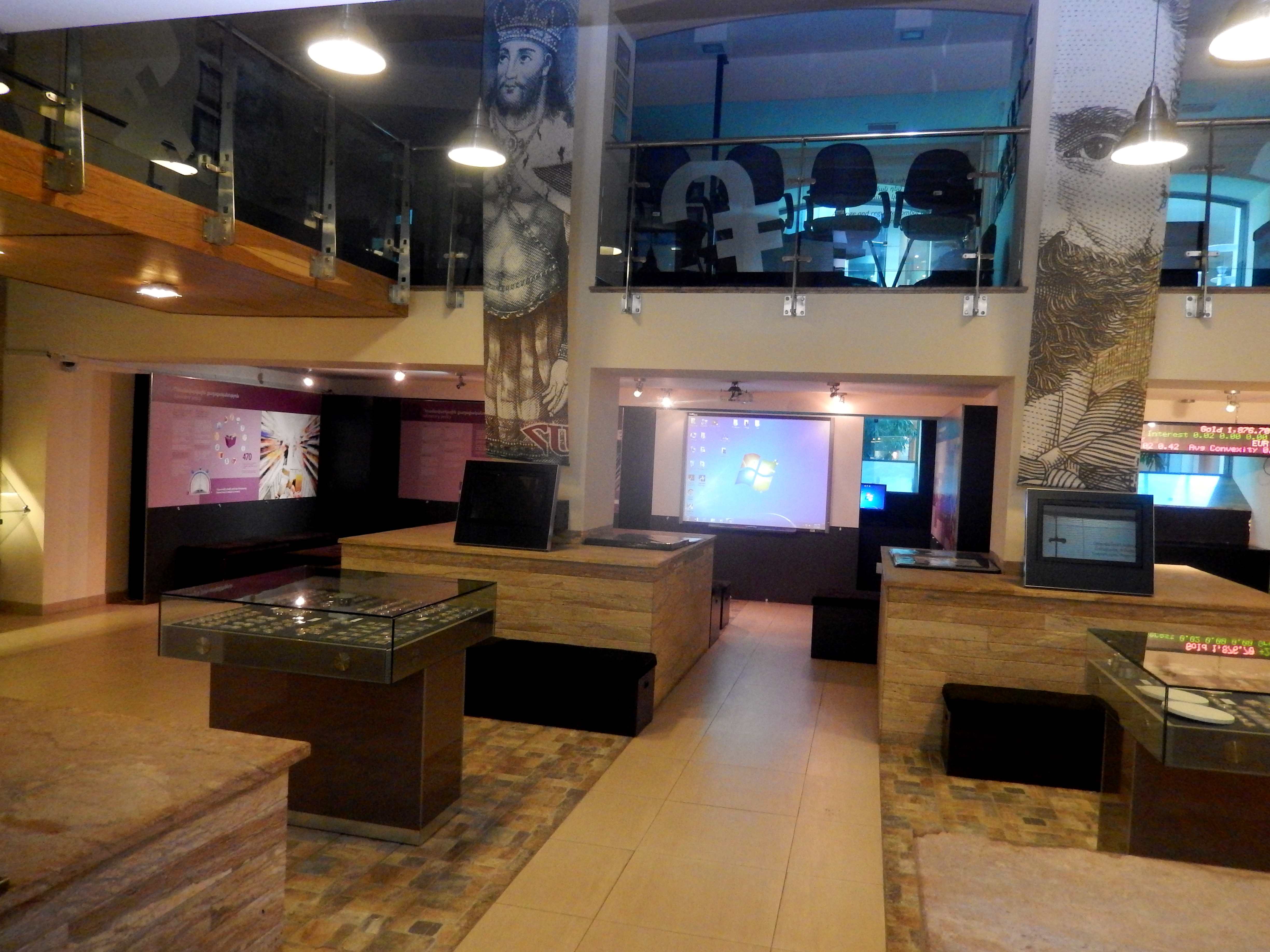
Besucherzentrum (2017)
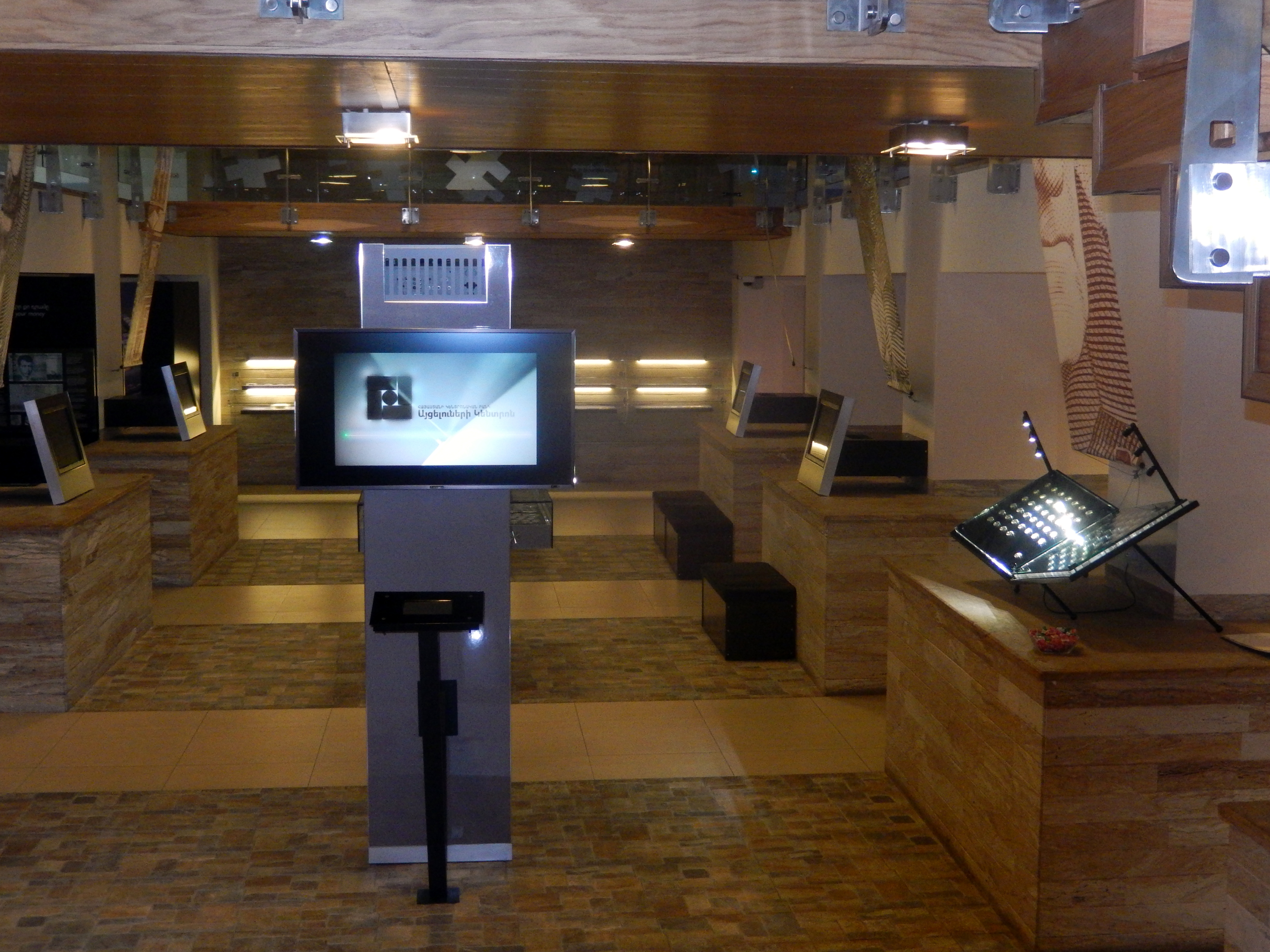
Besucherzentrum (2017)
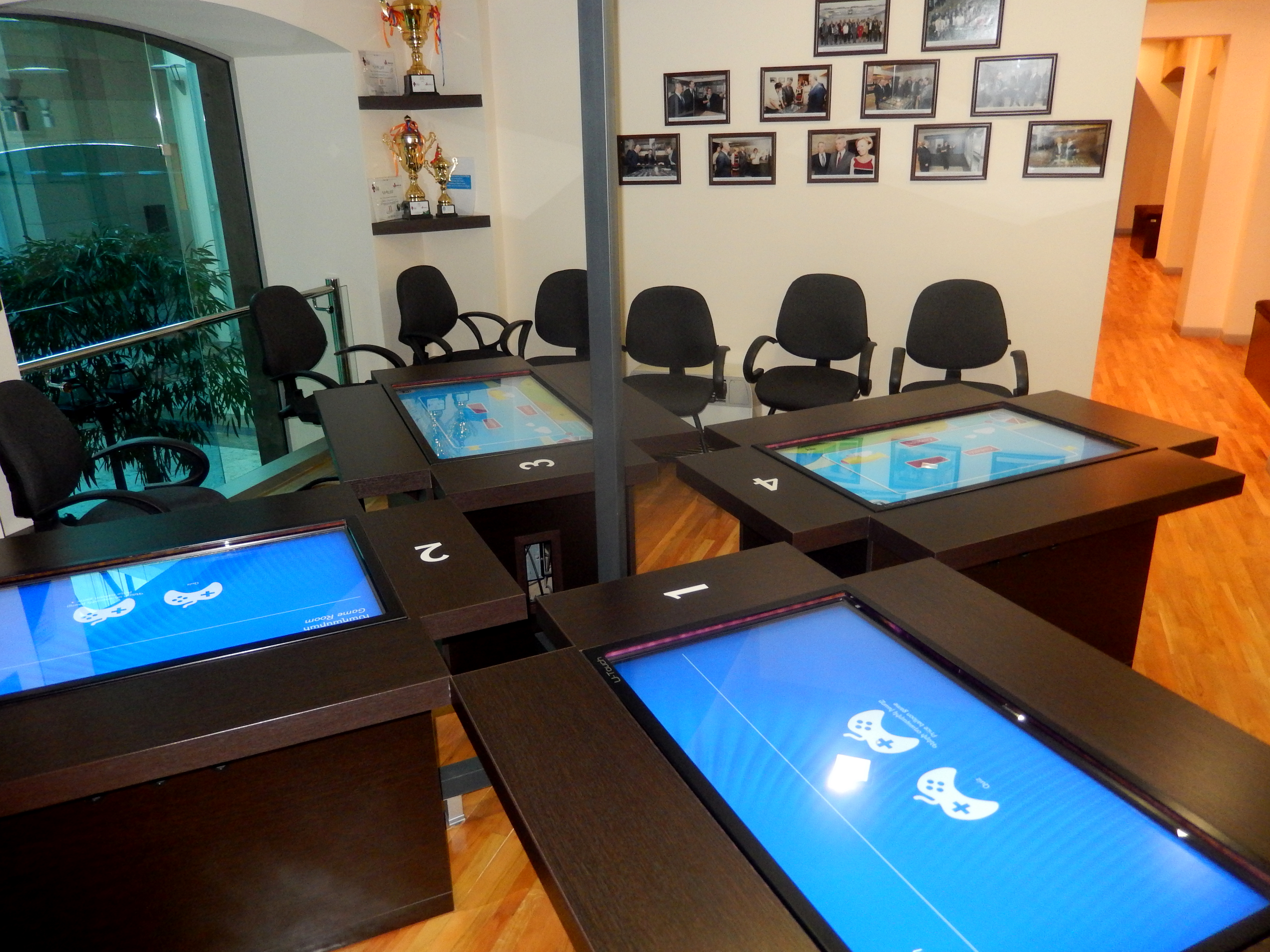
Interaktive Tische des Besucherzentrums (2017)
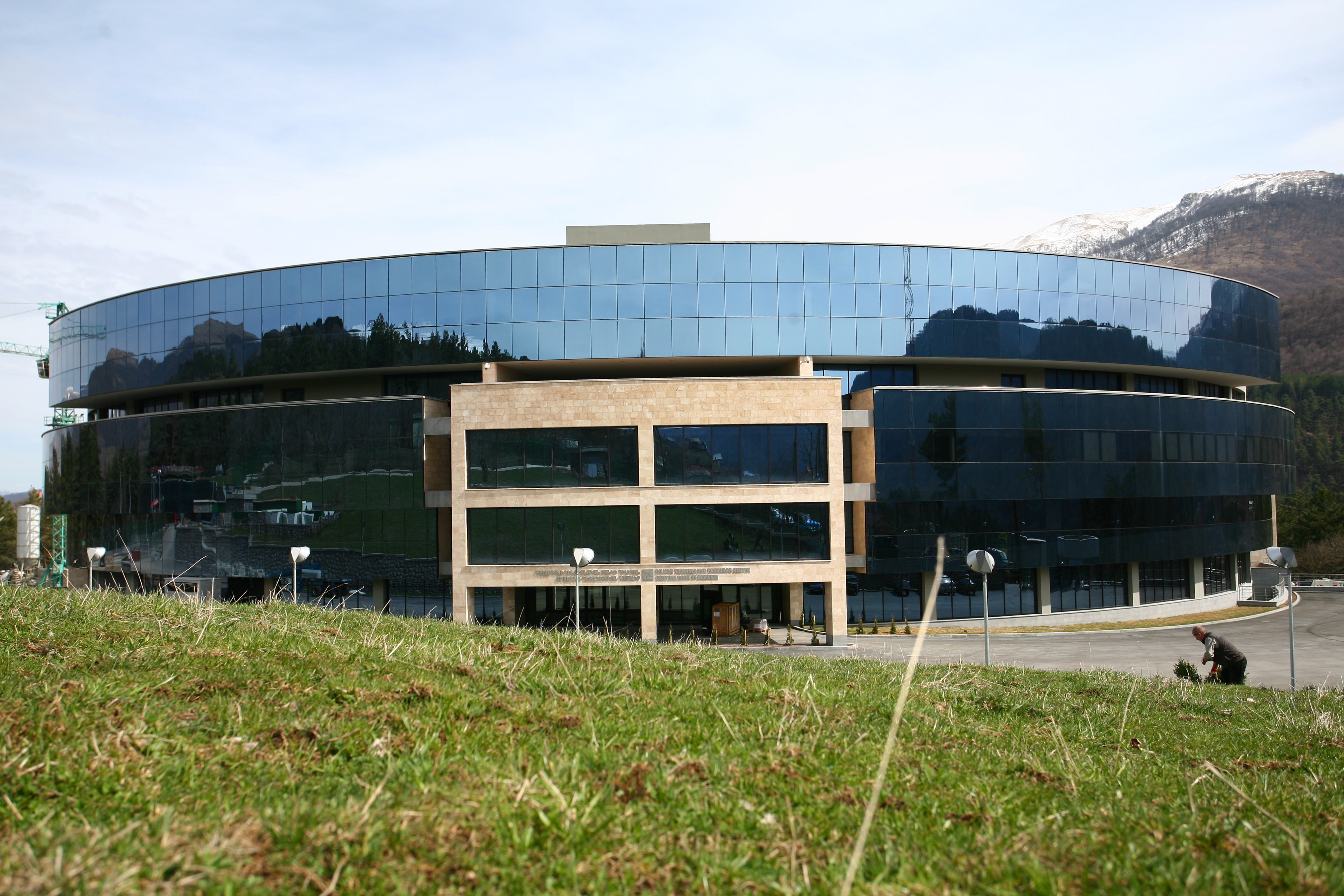
Training- und Forschungszentrum in Dilidschan (2013)